# Phùng Chí Kiên, Mỹ Hào
Phùng Chí Kiên là một phường thuộc thị xã Mỹ Hào, tỉnh Hưng Yên, Việt Nam.

## Địa lý
Phường Phùng Chí Kiên nằm ở khu vực trung tâm địa lý của thị xã Mỹ Hào, có vị trí địa lý:
- Phía đông giáp phường Bạch Sam
- Phía tây giáp phường Dị Sử
- Phía nam giáp các xã Xuân Dục và Hưng Long
- Phía bắc giáp xã Cẩm Xá.

Phường Phùng Chí Kiên có diện tích 4,47 km², dân số năm 2019 là 6.008 người, mật độ dân số đạt 1.344 người/km².
Quốc lộ 5 chạy qua địa bàn phường.

## Lịch sử
Trước đây, Phùng Chí Kiên thuộc Tổng Trương Xá, huyện Đường Hào, phủ Bình Giang, tỉnh Hải Dương. Sau nhiều lần điều chỉnh địa giới hành chính để hiện tại, Phùng Chí Kiên là một xã thuộc huyện Mỹ Hào, Hưng Yên.
Ngày 13 tháng 3 năm 2019, Ủy ban Thường vụ Quốc hội ban hành Nghị quyết 656/NQ-UBTVQH14 (nghị quyết có hiệu lực từ ngày 1 tháng 5 năm 2019). Theo đó, chuyển huyện Mỹ Hào thành thị xã Mỹ Hào và thành lập phường Phùng Chí Kiên trên cơ sở toàn bộ 4,47 km² diện tích tự nhiên và 9.467 người của xã Phùng Chí Kiên.